# Wind Osprey
Die Wind Osprey ist ein Arbeitsschiff für die Errichtung von Offshorebauwerken wie Windkraftanlagen und Anlagen zur Gas- und Ölförderung. Es wurde von Knud E. Hansen A/S in Elsinore (Dänemark) für Swire Blue Ocean entworfen. Das Schiff wurde auf der Werft von Samsung Heavy Industries in Geoje, Südkorea, unter der Baunummer 2012 als Pacific Osprey gebaut.
Im November 2020 wurde Swire Blue Ocean in Cadeler umfirmiert. In dem Zusammenhang wurde das Schiff in Wind Osprey umbenannt.

## Schiffskonzept
Durch die Rumpfform des Schiffs, insbesondere am Bug, wird eine Fahrgeschwindigkeit von 11,4 Knoten erreicht, die je nach Höhe des Wellengangs und Windrichtung variieren kann. Der Antrieb erfolgt dieselelektrisch durch vier von Elektromotoren mit jeweils 3,4 MW Leistung angetriebene Propellergondeln am Heck des Schiffes. Weiterhin verfügt das Schiff über zwei Bugstrahlruder mit jeweils 2,2 MW Leistung sowie zusätzlich zwei ausfahrbare Propellergondeln im Bug, die ebenfalls jeweils mit 2,2 MW Leistung angetrieben werden. Das Schiff verfügt über ein System zur dynamischen Positionierung (DP2). Für die Stromerzeugung stehen acht von MAN-Dieselmotoren des Typs 9L27/38 mit jeweils 2,8 MW angetriebene Generatoren zur Verfügung.

## Verwendung
Das Errichter- und Arbeitsschiff erfüllt in seiner Multifunktionsbauweise auch als selbstfahrendes Schiff die Funktionen, die sonst von einer entsprechenden Hub- und Schreitinsel erbracht werden. Das Arbeitsschiff ist mit sechs Stahlfachwerk-Tragbeinen von je 105 m Länge für die Standbeinfunktion ausgestattet, die für eine Standtiefe auf Meeresboden in 60 m Tiefe ausgelegt wurden; für besondere Zwecke kann ein Umbau für eine Standtiefe vom 75 m erfolgen. Die Standbeine können in Rack-and-Pinion-Jack-Funktion in einer Art „Hochschwindigkeitssystem“ in Betrieb genommen werden. Die Standbeine in Normallänge von 105 m erlauben, das Errichterschiff für die Arbeitsfunktion bis zu 17 m hoch über den Wasserspiegel zu heben, und zwar bei einer Wassertiefe von 60 m. In dieser Funktionsweise werden mögliche Wellen sicher überstiegen und schwerste Wind- und Sturmverhältnisse überstanden.
Der Zweck des derzeitigen Einsatzes liegt in der Installation von Offshore-Windkraftanlagen sowie in deren Unterhaltung und Reparatur.

## Helikopter-Deck
Wegen der hinter der Brücke angeordneten sechs Standbeine ist in Richtung Bug ein Helikopter-Plateau mit 22 m Durchmesser und einer Tragfähigkeit von knapp 13 Tonnen vor und oberhalb der Schiffsbrücke angebracht.

## Transportfunktion
Das Frachtdeck bietet mit einer Fläche von über 4000 m² genügend Platz für Fessel-Transportaufgaben und besitzt damit die Möglichkeit beispielsweise zwölf Windradgeneratoren der 3,6-MW-Klasse mitzuführen bzw. auf See vorzuhalten.

## Kranausstattung
Es sind mehrere Krane ab 10 Tonnen installiert, von denen der 1200-Tonnen-Einbein-Kran der größte ist; er kann Installationsgut bis in 120 Meter Höhe bei maximal 500 Tonnen Gewicht bewegen.

## Kabinen und Büroeinrichtung
Für die Mitglieder der Montage-Crews bestehen Unterkunft an Bord mit mehr als 110 Einzelkabinen; weiter verfügt die Ausstattung über mehrere Büros und andere benötigte Einrichtungen für die Mannschaft.

## Einsatzorte
Der Einsatz erfolgt derzeit in der Nordsee ausgehend vom dänischen Hafen in Esbjerg/Jütland.

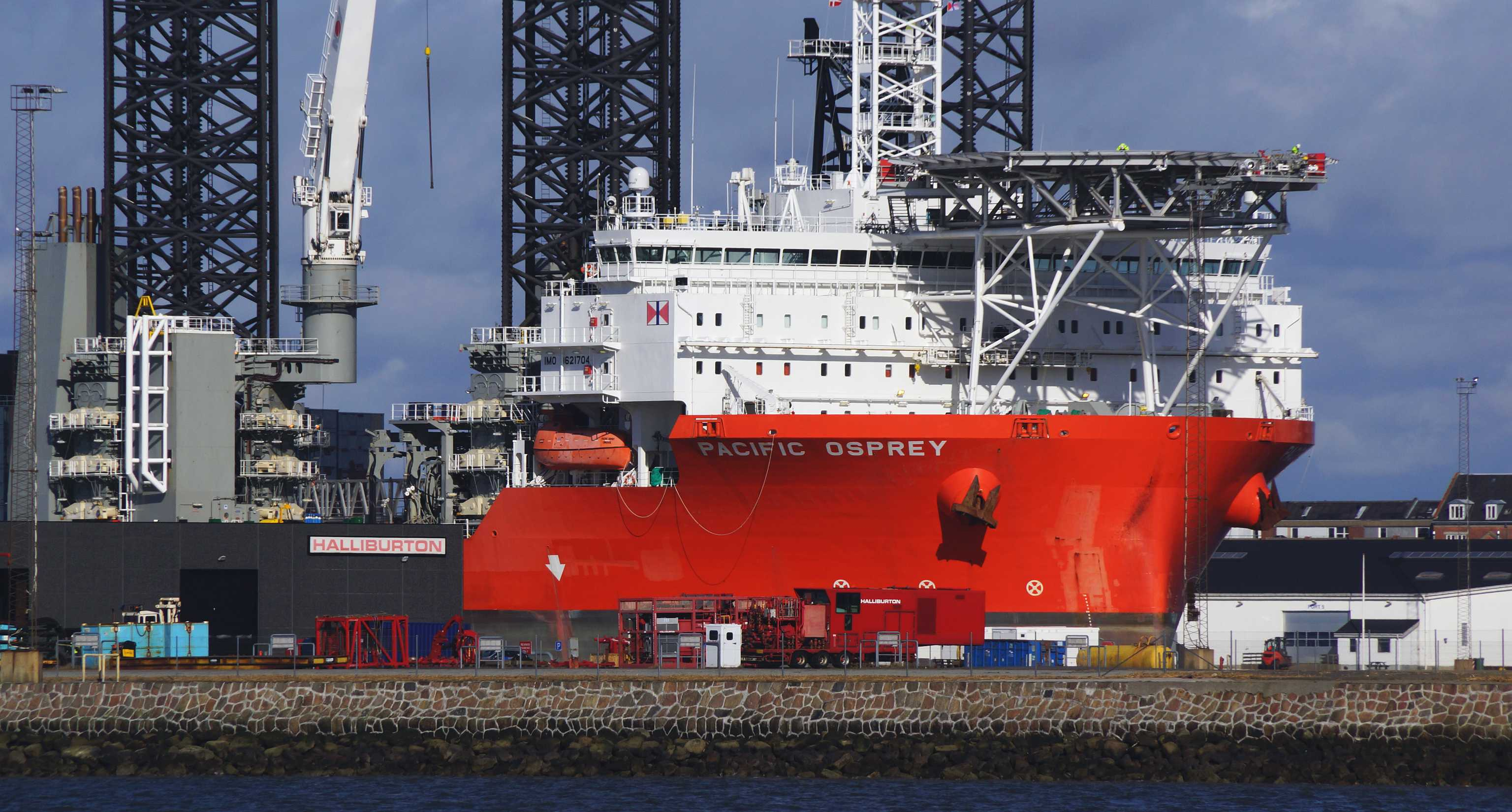
Errichterschiff Pacific Osprey mit Helikopter-Plattform vor der Schiffsbrücke
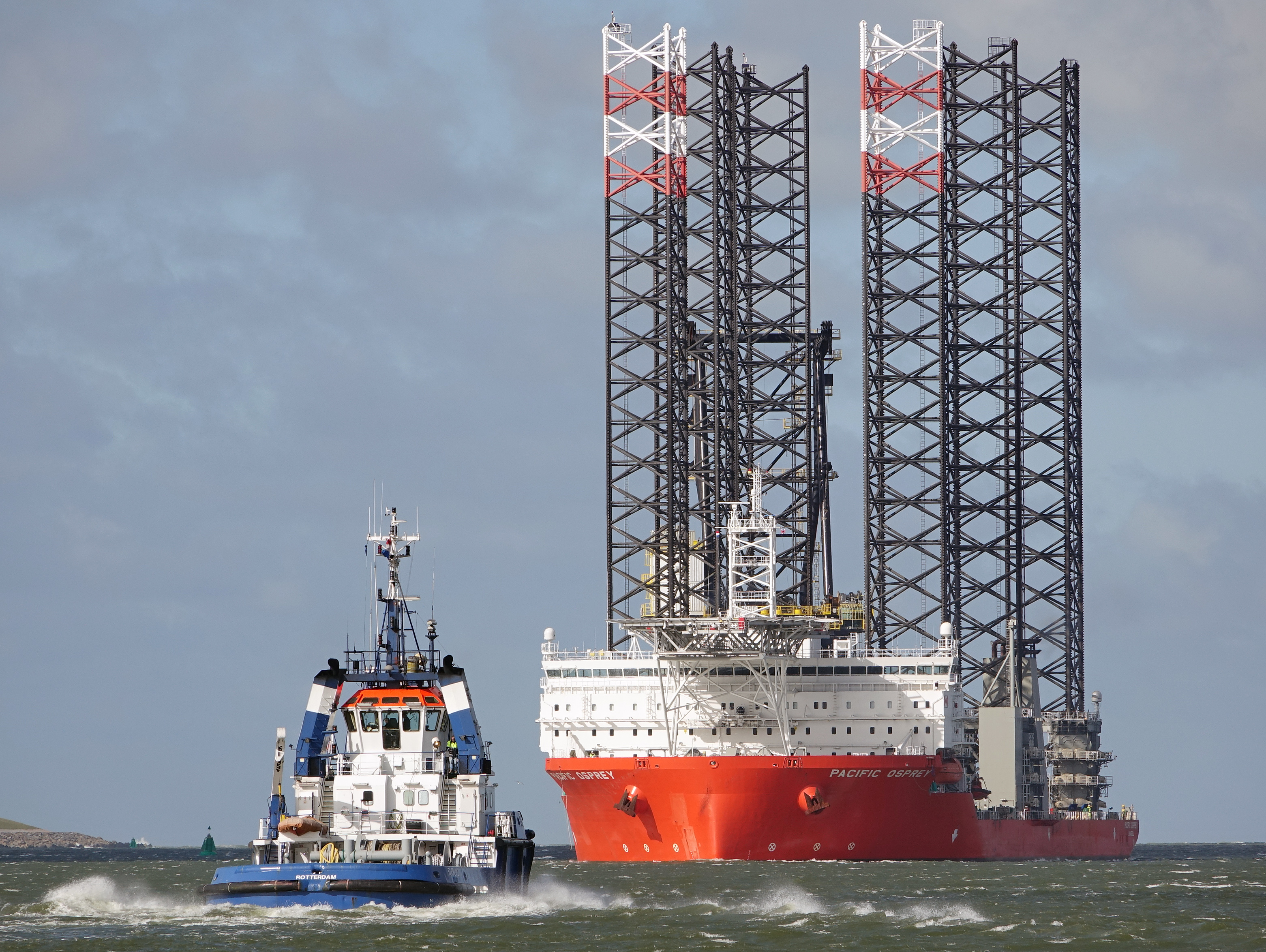
Pacific Osprey 2019 in Hoek van Holland
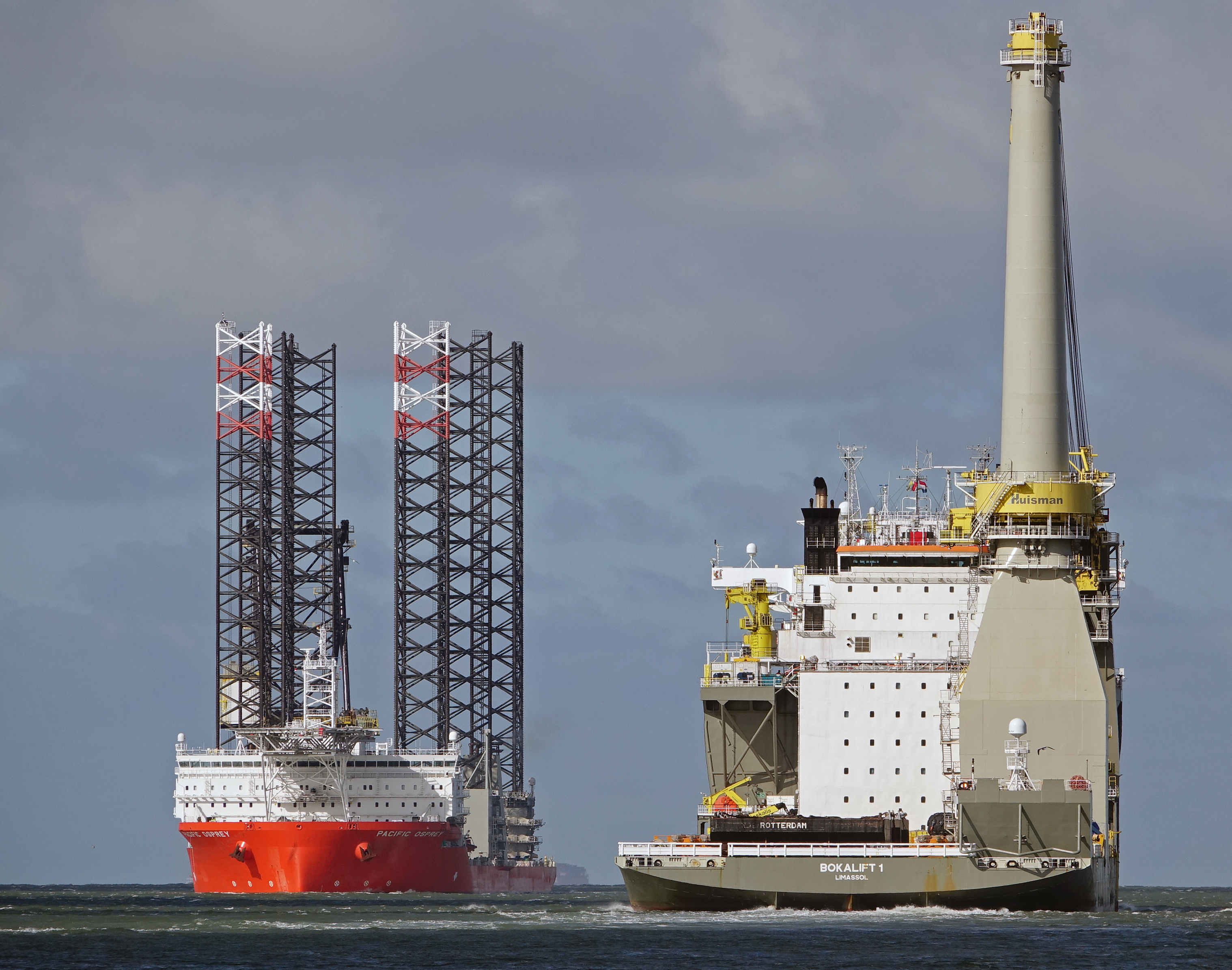
Pacific Osprey zusammen mit Errichterschiff Bokalift 1